# KDStV Gothia Würzburg
Die Katholische Deutsche Studentenverbindung Gothia-Würzburg (kurz: KDStV Gothia-Würzburg) ist eine farbentragende und nichtschlagende Studentenverbindung. Sie gehört dem Cartellverband der katholischen deutschen Studentenverbindungen (CV) an und wurde 1895 in Würzburg gegründet. Die Gothia vereint Studenten und Alumni der Julius-Maximilians-Universität zu Würzburg, diese werden (Würzburger-) Gothen genannt.  

## Couleur und Wappen

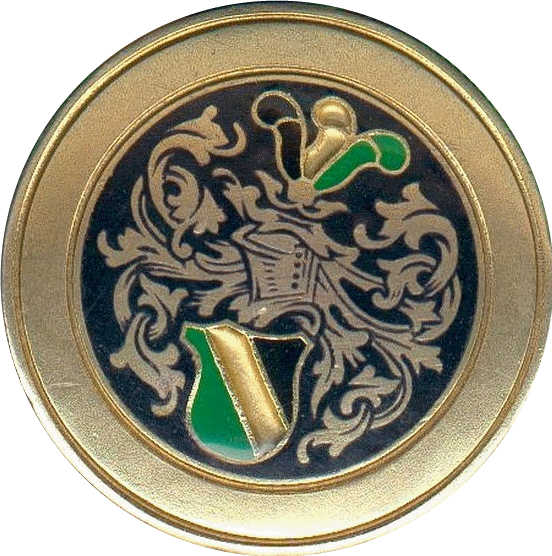
Bandknopf in den Farben der KDStV Gothia-Würzburg

Zur zeitlichen Entstehung der äußeren Erkennungszeichen der Gothia ist im Jahresbericht des Cartellverbandes der katholischen Studentenvereine Ripuaria Bonn und Gothia Würzburg 1898/99 nachzulesen: „Bereits am 6. Juli [sc. 1895] waren Namen und Farben, Wappen und Zirkel des neuen Vereins bestimmt.“
Couleur 
Die Verbindung trägt die Farben schwarz–gold–grün mit grüner Perkussion am oberen und schwarzer am unteren Aufstoß. Bis 1907 waren diese golden und mussten aber geändert werden, da die KDStV Alemannia Greifswald diese Farbkombination im CV bereits seit 1891 für sich beansprucht hat. Die Gothenfüxe tragen ein schwarz–grünes Band mit goldener Perkussion. Nach der Aufnahme in den CV 1905 trugen die Gothen zunächst Hinterhauptcouleur. Um Verwechslungen mit einem Bischöflichen Knabenseminar auszuschließen, dessen Schüler ebenfalls kleinformatige grüne Tellermützen trugen, führte Gothia um 1925 die große Tellerform in Smaragdgrün ein.
Der Senior trägt über die linke Schulter ein verziertes Band der 1876 gegründeten Freundschaftsverbindung KÖStV Austria Wien im ÖCV als Zeichen der besonderen Verbundenheit.
Die heute noch vorhandene Gründungsfahne stammt aus dem Jahr 1899.
Wappen
Das Wappen ist geviert. Rechts oben in Gold in den Verbindungsfarben beschleifter Lorbeerkranz, darin offenes Buch mit dem Verbindungswahlspruch „Cum fide virtus!“ (zu dt.: „In Treue fest!“); links oben zweifach in den Verbindungsfarben schräglinksgeteilt, darauf der Verbindungszirkel; rechts unten in Grün schräggekreuzt Lyra und Trinkhorn; links unten die Ansicht Würzburgs: die ‚alte Mainbrücke‘ mit Blick zur Festung Marienberg. Golden bordierter Herzschild, in Schwarz ein Tatzenkreuz. Gekrönter Spangenhelm; Decke und drei Straußenfedern in den Verbindungsfarben.

## Geschichte

### Gründungsjahre
Als offizielles Gründungsdatum wird der 19. Juni 1895 betrachtet und auch gefeiert. Die Tradition reicht jedoch um einige Jahrzehnte weiter zurück, denn Gothia wurde von ehemaligen Mitgliedern des 1875 gegründeten Wissenschaftlichen Katholischen Studentenvereins Unitas (seit 1920 WKStV Unitas Hetania) ins Leben gerufen, einem Würzburger Zweigverein des ältesten katholischen Studenten- und Akademikerverbands, dem 1855 gegründeten Unitas-Verband (UV). Den Gründern unter Federführung von Franz Xaver Haegy ging es um eine in ihren Augen zeitgemäße Verwirklichung der Unitas-Prinzipien. Wegen der Widerstände, die ihnen dabei entgegenschlugen, gründeten sie eine neue Verbindung.
Zunächst noch als Katholischer Studentenverein entschied man sich – vermutlich aus Begeisterung für das Buch Ein Kampf um Rom des ehemaligen Würzburger Professors Felix Dahn, sicher aber unter dem Eindruck des heroisierenden und historisierenden Zeitgeistes des Wilhelminismus – für den Namen „Gothia“ und wählte die Farben schwarz–gold–grün, welche von den 28 Gründungsmitgliedern aber zunächst noch nicht als Band und Mütze getragen wurden. Man behielt die Prinzipien der Unitas (virtus – scientia – amicitia) bei und wählte den Wahlspruch Cum fide virtus (gemeinhin mit „In Treue fest“ übersetzt). Am 16. Juli 1895 erlangte man die Bestätigung des Akademischen Senats der Universität Würzburg, unter dem damaligen Prorektor Wilhelm Conrad Röntgen.
Zu den ersten (Ehren-)Mitgliedern gehörten unter anderem Theodor Henner, Friedrich Philipp von Abert, Johannes Hehn sowie Herman Schell, welcher die noch heute über der Neuen Universität am Sanderring zu lesende Widmung „Veritati“ (lat. „Für die Wahrheit“) stiftete.
Eine Aufnahme in die Katholicarum Congregativum Confoederatio (KCC), dem damaligen Zusammenschluss aller katholischen Verbindungen in Würzburg, erreichte man nicht. Dafür trat man im Juni 1898 in ein Korrespondenzverhältnis zum Katholischen Studentenverein Ripuaria Bonn und gründete am 18. Juni 1899 zusammen dem Katholischen Akademischen Stammtisch Burgundia (heute KDStV Burgundia München).
Dem aus diesen drei Korporationen gegründeten „Kleinen Kartellverband“, welcher unter der Bezeichnung Verband katholischer Studentenvereine (VKSt) auftrat, schloss sich im Jahr 1901 noch der Studentenverein Arminia Münster an.

### Aufnahme in den CV
Im aufziehenden Akademischen Kulturkampf drängte man auf einen Anschluss des VKSt an einen größeren Verband. Gothia favorisierte den Kartellverband Katholischer Deutscher Studentenvereine (KV), dessen Auffassungen man grundsätzlich teilte. Dies führte jedoch zu Meinungsverschiedenheiten und im Mai 1904 schließlich zum Austritt Gothias aus dem VKSt.
Als eine Aufnahme in den KV scheiterte, wandte man sich Ende 1904 letztlich an den Cartellverband der katholischen deutschen Studentenverbindungen (CV) – wenngleich dies eine Umwandlung in eine farbentragende Verbindung nach sich ziehen und zunächst für einige innere Widerstände sorgen sollte.
Am 2. März 1905 wurde die KDStV Gothia-Würzburg als „Freie Vereinigung“ in den CV aufgenommen.
Etwa zur gleichen Zeit löste sich auch der verbliebene VKSt im CV auf.
Schwierigkeiten bereitete in den folgenden Jahren die Suche nach einem geeigneten Kneiplokal. Nach Jahren mit häufig wechselnden Lokalen bezog die Verbindung schließlich im Sommersemester 1916 ihr Heim im traditionsreichen Weinhaus Stachel, der ältesten Weinstube Würzburgs.

### Erster Weltkrieg und Weimarer Republik
Der Ausbruch des Ersten Weltkrieges im Sommer 1914 und die Einberufung zahlreicher Bundesbrüder unterbrachen das weithin konsolidierte Verbindungsleben. Der aktive Bundesbetrieb wurde erst 1919 wieder in vollem Umfang aufgenommen.
Bis zum Ende des Krieges waren von den mittlerweile rund 200 Gothen etwa 130 an allen Fronten eingesetzt. Neben etlichen Verwundeten hatte man insgesamt 22 Gefallene und zwei Vermisste zu beklagen.
Die gemeinsamen Kriegserlebnisse ließen bestehende Konflikte zwischen Studenten und Korporationen allmählich in den Hintergrund treten.
So gelang am 17. Januar 1919 die Wiederbegründung des Zusammenschlusses der katholischen Korporationen an der Universität Würzburg zum Katholischen Coporationen Convent (KCC). Daneben konnte bereits im Dezember 1918 der Zweckverband der Würzburger Studentenkorporationen ins Leben gerufen werden – ein Novum in Deutschland, das maßgeblich zum Spannungsabbau zwischen nicht-schlagenden und schlagenden Verbindungen beitrug. Dieser Zweckverband sollte sich im Sommer 1919 zu einem Allgemeinen Studentenausschuss (AStA) erweitern.
Im Frühjahr 1919 kam es auch in Würzburg zu Unruhen und Putschversuchen. Anfang April wurde die Räterepublik ausgerufen. Soldaten und Korporationsstudenten – darunter Gothen – gingen schließlich erfolgreich gegen die Revolutionäre vor und befreiten Würzburg.
Am 30. Juni 1921 konnte das Erlanger Verbände- und Ehrenabkommen zum Erfolg gebracht werden, außerdem trat Gothia zusammen mit den übrigen Verbindungen des WCV dem Hochschulring Deutscher Art (HDA) bei. Als der Hochschulring sich im Zuge des Hitler-Putsches auf die Seite der Putschisten schlug, erklärte Gothia als erste Korporation des WCV ihren Austritt. Sie stellte sich ganz auf die Seite des Gothen Franz Matt, der als bayerischer Kultusminister und stellvertretender Ministerpräsident wesentlichen Anteil an der Vereitelung dieses Putsches hatte.
Weiterhin bemerkenswert ist, dass Gothia sich seit 1923 in der Würzburger Hochschulpolitik engagierte und 1926/27 sowie 1931/32 den 1. AStA-Vorsitzenden stellen konnte.
Im Jahr 1926 erwarb der „Hausbauverein Gothenheim“ das Anwesen Leutfriedweg 10, nahe dem Käppele. Die Einweihung der auf dem Grundstück stehenden neugotischen Villa, die aufgrund ihrer markanten, burgähnlichen Bauweise von vielen Würzburgern bis heute als „Gothenburg“ bezeichnet wird, erfolgte am 31. Oktober 1926 durch den Würzburger Bischof Matthias Ehrenfried, der 1927 das Ehrenprotektorat Gothias übernahm.

### NS-Diktatur
Das neue Jahrzehnt begann am 4. Februar 1930 mit einem richtungsweisenden Unvereinbarkeitsbeschluss des Verbindungsconvents, wonach ein Mitglied Gothias keinesfalls Nationalsozialist sein könne, ohne zugleich gegen das unveräußerliche Prinzip der Katholizität zu verstoßen. Gothia sprach sich damit als erste Würzburger Verbindung – noch vor der Deutschen Bischofskonferenz – klar gegen den Nationalsozialismus aus.
Im Zuge der Gleichschaltung sahen sich viele Verbindungen mit Repressalien und Zwangsauflösungen konfrontiert.
Da der Philistersenior Gothias, Rechtsanwalt Hans Lang, Mitglied der Bayerischen Volkspartei sowie auch der „Bayernwacht“ – einer paramilitärischen Organisation der Bayerischen Volkspartei – war, lagerten Waffen auf dem Gothenhaus. Als es Ende Februar 1933 in Bayern vermehrt zu Auseinandersetzungen zwischen der Bayernwacht und der SA kam, drang letztere im Zuge einer „Hausdurchsuchung“ am 18. März 1933 gewaltsam in das Verbindungshaus ein und versuchte, alle bei Gothia vermuteten Waffen in Beschlag zu nehmen – jedoch ohne Erfolg.
Im Juni 1933 drohte Gothia schließlich wegen der Weigerung, den „nichtarischen“ Bundesbruder Norbert Riedmiller zu entlassen, die Suspendierung.
Gefährlich wurde allen (auch den nichtkatholischen) Verbindungen insbesondere der Bundesführer des Nationalsozialistischen Deutschen Studentenbundes (NSDStB), Albert Derichsweiler, der im Oktober 1935 verfügte, dass sich im kommenden Semester jeder Student zu entscheiden habe, ob er einer Korporation oder dem Studentenbund angehören wolle.
Noch bevor der NSDStB den Verbindungen die Anerkennung vollends entziehen konnte, wurde Ende Oktober 1935 auf einer Verbandstagung in Würzburg (auf dem Haus der KDStV Markomannia Würzburg) die Auflösung des CV beschlossen. Wenige Tage später, am 3. November 1935, beschloss auch Gothia die Selbstauflösung. Am 20. Juni 1938 wurde die Zwangsauflösung und Enteignung sämtlicher katholischer Studenten- und Akademikerverbände, so auch des noch verbliebenen Vereins „Gothenheim e. V.“ und des Altherrenverbands, verfügt.
Bis zum Ende des Zweiten Weltkriegs verloren 24 Gothen ihr Leben. Zahlreiche Mitglieder katholischer Verbindungen, die für ihre christlichen und rechtsstaatlichen Überzeugungen einstanden, verbrachten lange Zeit in Konzentrationslagern, darunter auch Würzburger Gothen wie Anton Schwarz, der von 1940 bis 1941 im KZ Dachau inhaftiert war, und der Rechtsanwalt Ernst Döhling (1881–1953), der im September 1939 als politischer Häftling in das KZ Buchenwald eingeliefert wurde und dort bis zum 8. Mai 1945 bleiben musste. Als schwergezeichneter Mann kehrte er nach Würzburg zurück – wo seine gesamte Familie im Februar 1945 durch einen Luftangriff ums Leben gekommen war. Er sollte 1947 der erste Philistersenior nach der Wiederbegründung werden.

### Von der Wiederbegründung bis heute
Gothia wurde am 29. Juli 1947 mit einem feierlichen Kommers in Münnerstadt wiederbegründet und war damit die erste Würzburger CV-Verbindung, die sich nach dem Zweiten Weltkrieg rekonstituierte. Darüber hinaus war Gothia die erste Verbindung Würzburgs, die an den Beisetzungsfeierlichkeiten für Bischof Matthias Ehrenfried Ende Mai und anlässlich der Fronleichnamsprozession Anfang Juni 1948 wieder öffentlich ihre Farben trug – trotz starker Vorbehalte seitens der Universität.
Da man Vermögen und Anwesen durch die Nationalsozialisten bzw. die Bombardierung Würzburgs fast vollends verloren hatte, traf man sich in den ersten Monaten im „Maulaffenbäck“, einem ehemals renommierten Würzburger Weinlokal, das seinen Betrieb 1947 in der Hofstraße wieder aufgenommen hatte. Im Sommer 1948 war man für kurze Zeit auf die Festung Marienberg gezogen, entschied sich jedoch ab dem Wintersemester 1948/50 für den „Schwarzen Walfisch“ als Kneiplokal.

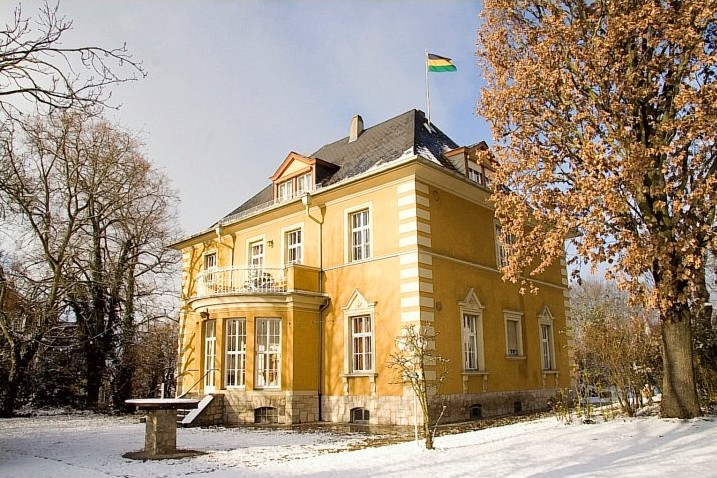
Verbindungshaus der KDStV Gothia-Würzburg in der Rottendorfer Straße

Der Verein „Gothenheim“ wurde nach langen Vorverhandlungen mit der Militärregierung und der Stadt am 17. August 1948 durch den Würzburger Stadtrat genehmigt. Die Lizenzierung der aktiven Verbindung erfolgte per Schreiben des Bayerischen Kultusministers, Alois Hundhammer, am 30. November 1949, das vom Rektor der Universität, Ernst Rösser, am 12. Dezember ausgehändigt wurde.
Die folgenden Semester dienten der Konsolidierung des Bundes. Am 27. Januar 1954 erwarb man die in der Rottendorfer Straße 26 (ehemals Ludendorffstraße) gelegene Villa des jüdischen Apothekers Max Mandelbaum, welcher nunmehr in den USA lebte und das Haus über einen Rechtsanwalt zum Kauf anbot.
Die Villa befand sich von 1938 bis 1945 im Besitz des damaligen NS-Gauleiters und Regierungspräsidenten von Mainfranken, Otto Hellmuth, und wurde nach seiner plötzlichen Flucht Ende März 1945 ausgeplündert. Unmittelbar nach dem Krieg wurde in diesem Haus die jüdische Gemeinde in Würzburg wieder begründet.
Bis zum endgültigen Einzug im Jahr 1955 waren umfangreiche Umbau- und Renovierungsarbeiten der 1928 errichteten Villa notwendig. Unter anderem war hier der einzige gegen Luftangriffe geschützte Betonbunker Würzburgs als „Befehlsstelle des Gauleiters“ entstanden, welcher zunächst verschüttet und 1988 abgerissen wurde.
Die Veränderungen im Zuge der 68er-Bewegung machten auch vor Gothia nicht halt: An die Stelle von Kneipen traten für einige Zeit „Feiern“. Am Katholizitätsprinzip hielt man jedoch ausdrücklich fest. Nach einem Rückgang der Mitgliederzahlen seit Ende der 1960er Jahre stiegen die Receptionen mit Annahme der Ehrenmitgliedschaft durch Theodor Berchem, den Präsidenten der Universität, im Jahre 1976 wieder etwas stärker an. Ein Vermächtnis des Gothen Friedrich Jacob ermöglichte zu Beginn der 1980er Jahre den Erwerb einer ersten Eigentumswohnung in der Sophienstraße; darüber hinaus erfolgte eine umfassende Renovierung des denkmalgeschützten Verbindungshauses, auf dessen Grundstück – nach Gesprächen mit der Würzburger Stadtbildkommission – demnächst ein Studentenwohnheim errichtet werden soll.
Im Juli 2015 feierte die KDStV Gothia-Würzburg ihr 120. Stiftungsfest. Zurzeit umfasst die Verbindung 369 Mitglieder, davon ca. 40 Füxe und Burschen.

## Ziele und Prinzipien
Gothia beruht auf den Prinzipien virtus, scientia und amicitia. Das patria-Prinzip kam erst durch Eintritt in den CV hinzu. Da Gothia außerhalb des CV gegründet wurde, ist sie auch die einzige Würzburger CV-Verbindung, die eigene Verbindungsprinzipien hat.
- Virtus und religio beinhalten das Bekenntnis zum katholischen Glauben als lebendigem Grundstein der Verbindung sowie die Bereitschaft, aus ihm das eigene Leben zu gestalten und sich den Herausforderungen der Zeit zu stellen. Sie bedeuten weiterhin ein Bekenntnis zu unserem freiheitlichen, demokratischen und sozialen Rechtsstaat sowie eine Absage an jeglichen Radikalismus von Rechts und von Links.
- Scientia erfordert das Bemühen um ein zielstrebiges und erfolgreiches Studium sowie den Willen, über den eigenen Horizont und die Grenzen der Fakultät hinaus zu blicken.
- Amicitia beinhaltet die Förderung wahrer, über die Studienzeit und die eigene Generation hinausgehende Lebensfreundschaft und die gegenseitige Erziehung zu sozial verantwortlichen, selbstbewussten Persönlichkeiten.

## Bekannte Mitglieder
- Friedrich Philipp von Abert (1852–1912), Erzbischof des Erzbistums Bamberg (1905–1912).
- Helmut Bauer (1933–2024), em. Weihbischof in Würzburg.
- Theodor Berchem (* 1935), Romanistischer Philologe und Präsident der Julius-Maximilians-Universität Würzburg (1975–2003), Präsident des Deutschen Akademischen Austauschdienstes (1988–2007).
- Anton Betz (1893–1984), Journalist, Verleger, Publizist und Politiker.
- Ignacio Czeguhn (* 1966), Professor für Bürgerliches Recht, Deutsche und Europäische sowie Vergleichende Rechtsgeschichte an der Freien Universität Berlin.
- Klaus Detter (* 1940), Richter am Bundesgerichtshof (1985–2005).
- Ernst Döhling (1881–1953), Würzburger Rechtsanwalt und Verfolgter des Nationalsozialistischen Regimes.
- Eduard Eichmann (1870–1946), katholischer Theologe und Kirchenrechtler.
- Matthias Ehrenfried (1871–1948), Bischof von Würzburg (1924–1948), bekannt als „Widerstandsbischof“ gegen das NS-Regime.
- Willi Geiger (1909–1994), Jurist, Richter am Bundesgerichtshof und am Bundesverfassungsgericht.
- Paul Gerlach (1929–2009), Jurist, Verwaltungsbeamter und Politiker (CSU), Abgeordneter im Deutschen Bundestag (1969–1987).
- Hartmut Göbel (* 1957), Neurologe, Schmerztherapeut und Psychologe.
- Karl Gößwald (1907–1996), Zoologe und Hochschullehrer.
- Franz Xaver Haegy (1870–1932), katholischer Theologe, Redakteur und Mitglied des Deutschen Reichstags.
- Gregor Maria Hanke OSB (* 1954), Bischof von Eichstätt.
- Josef Holler (1881–1959), deutscher Jurist, Oberbürgermeister von Offenburg (1921–1934).
- Franz Jung (Bischof) (* 1966), Bischof von Würzburg
- Franz Xaver Kiefl (1869–1928), katholischer Theologe, Professor für Dogmatik und Dogmengeschichte an der Universität Würzburg und Domdekan in Regensburg.
- Nikolaus Lauer (1887–1980), katholischer Theologe, Domvikar und langjähriger Chefredakteur des Speyerer Bistumsblattes. Träger des Bundesverdienstkreuzes Erster Klasse und Ehrenbürger der Stadt Blieskastel.
- Otto Majewski (* 1943),  Jurist, CSU-Politiker und Industriemanager
- Franz Matt (1860–1929), Jurist und Politiker (BVP), bayerischer Kultusminister sowie stellvertretender Ministerpräsident.
- Sebastian Merkle (1862–1945), katholischer Theologe und Kirchenhistoriker.
- Otto Meyer (1906–2000), deutscher Historiker an den Universitäten Bamberg und Würzburg.
- Hans Müller (1879–1967), deutscher Politiker (BVP), MdL in Bayern.[21]
- Hans Rebelein (1916–1975), deutscher Chemiker im Lebensmittelbereich.
- Christoph Reiners, Ärztlicher Direktor des Universitätsklinikums Würzburg.[22]
- Paul Röhner (1927–2014), Politiker (CSU), Oberbürgermeister von Bamberg (1982–1994).
- Karl Schlemmer (1937–2013), römisch-katholischer Theologe und emeritierter Professor für Liturgiewissenschaften und Pastoraltheologie.
- Ernst Schneider (Unternehmensberater) (* 1944), deutscher Unternehmensberater, Verhaltenstrainer und Fachbuchautor.
- Josef Schneeberger (1909–1982), Regierungspräsident in Münster (1959–1973).
- Michael Sievernich SJ (* 1945), katholischer Theologe und Professor für Pastoraltheologie.
- Herman Schell (1850–1906), katholischer Theologe und Philosoph.
- Christian Schuchardt (* 1969), Kommunalpolitiker (CDU) und Oberbürgermeister von Würzburg.
- Matthias Stickler (* 1967), deutscher Historiker, Professor für Neuere und Neueste Geschichte an der Universität Würzburg.
- Timo Stickler (* 1971), deutscher Althistoriker, Inhaber des Lehrstuhls für Alte Geschichte der Universität Jena.
- Christoph Uleer (* 1937), deutscher Jurist, ehemaliger Vorstandsvorsitzender der Deutschen AIDS-Stiftung.
- Jürgen Vorndran (* 1967), deutscher römisch-katholischer Priester, Generalvikar des Bistums Würzburg
- Hermann Warmke (1929–2011), deutscher Wirtschaftsjurist und Manager.
- Wilfried Weber (* 1942), Theologe, Soziologe und em. Hochschullehrer, Gründer der Primum-Vivere Lateinamerikahilfe.

(Quelle:)